# Потос
По́тос, По́фос (грец. Pothos — бажання, пристрасть) — належне до почту Афродіти божество, уособлення любовної пристрасті, один з еротів.
Вважається сином богів Афродіти з Кроносом або Іриди та Зефіра. Разом з Еросом, Гімеротом, Антеросом, Гіменеєм, Гедилогосом та Пейто належав до почту Афродіти.
Уявляється юнаком з великими крилами за плечима.